# پارتینو
پارتینو (به ایتالیایی: Partino) یک منطقهٔ مسکونی در ایتالیا است که در پالایا واقع شده‌است. پارتینو ۱۵۹ نفر جمعیت دارد و ۱۹۰ متر بالاتر از سطح دریا واقع شده‌است.